# La corona nera
La corona nera (La corona negra) è un film del 1951 diretto da Luis Saslavsky.
Come si legge dai titoli di testa il film è stato ideato da Jean Cocteau.

## Trama
Arrivato a Tangeri, l'ingegnere Andres conosce e si innamora di Maria, una giovane vedova.
La donna, che soffre di amnesie parziali, non si rende conto di essere stata lei ad aver ucciso il marito. Quando recupera la salute fa in modo che venga accusato Mauricio, il suo dissoluto ex-amante, per poter vivere una nuova storia proprio con Andres.